# Lovesexy Tour
Tournées par Prince
Sign ☮' the Times Tour
(1987) Nude Tour
(1990)
Le Lovesexy Tour est une tournée mondiale de Prince effectuée avec son groupe Lovesexy Band, pour la promotion de son album Lovesexy.

## Histoire
Bien que la tournée soit l'une des plus importantes de Prince en termes d'audience (la quasi-totalité des concerts se sont vendus à guichets fermé) le coût du financement a nécessité presque tous les bénéfices. Prince a élaboré une scène encore plus complexe avec des accessoires comme un petit terrain de basket-ball, des cerceaux, une fontaine, un treillis, des clôtures et une limousine Ford. La partie américaine aurait presque entraîné une perte, rattrapée par la partie au Japon. En effet les billets se sont assez mal vendus. Prince a souvent joué devant une salle à moitié vide sans aucun doute du fait des tournées d'autres artistes la même année tels Michael Jackson...
Lors des concerts, le plus souvent sont joués les singles de Lovesexy et des plus anciens succès tel I Wanna Be Your Lover. Comme à son habitude, Prince créa de nombreuses nouvelles chansons pendant, de la tournée comme Blues in C.
Les concerts ont été divisés en deux parties. La première partie donnait lieu à des spectacles d'environ une heure qui reprenaient beaucoup des chansons des tournées précédentes souvent sous forme de Medley à cause de la contrainte du temps. Le spectacle commençait souvent par Escape, suivi sans interruption de Erotic City et le final était Anna Stesia. La deuxième partie a été constituée en grande partie des chansons de Lovesexy et des grands classiques tels Kiss et vers la fin du concert Let's Go Crazy, Purple Rain et 1999. Le plus apprécié pendant la deuxième partie était le Medley au piano composé de When 2 R in Love, Venus de Milo, Starfish and Coffee, Raspberry Beret, et Condition of the Heart.

## Le groupe
- Prince – Chant piano et guitare
- Miko Weaver – Chant et guitare
- Levi Seacer, Jr. – Chant guitare et basse
- Doctor Fink – Chant et clavier
- Boni Boyer – Chant et clavier
- Sheila E. – Chant batterie et percussions
- Eric Leeds – Saxophone
- Atlanta Bliss – Trompette
- Cat – Chorégraphie et danse

Ce groupe est en fait le même que pendant le Sign O The Time Tour. À la fin de la tournée le groupe est remanié après le départ de Boni Boyer, Cat et Sheila E pour des raisons de santé. Les arrivées suivantes sont celles du batteur Michael Bland, Rosie Gaines prit le rôle des claviers et de l'orgue et un trio connu sous le nom de Boyz jeu s'occupa de la danse, tandis que la section de cuivres a été purement et simplement abandonnée.
Susannah Melvoin, Wendy and Lisa, George Clinton, Mavis Staples, Jill Jones, Tony Le Mans, Tony! Toni! Toné! ont été invités aux concerts de Minneapolis.

## Liste des chansons

### Partie 1
1. "Erotic City"
2. "Housequake"
3. "Slow Love"
4. "Adore"
5. "Delirious"
6. "Jack U Off"
7. "Sister"
8. "I Wanna Be Your Lover"
9. "Head"
10. "A Love Bizarre"
11. "When You Were Mine"
12. "Blues In C (If I Had a Harem)"
13. "Little Red Corvette"
14. "Controversy"
15. "Dirty Mind"
16. "Superfunkycalifragisexy"
17. "Bob George"
18. "Anna Stesia"

entracte

### Partie 2
1. "Cross the Line poem"
2. "Eye No"
3. "Lovesexy"
4. "Glam Slam"
5. "The Cross"
6. "I Wish U Heaven"
7. "Kiss"
8. "Sheila E. drum solo"
9. Piano Medley:
  1. "When 2 R in Love"
  2. "Venus de Milo"
  3. "Starfish and Coffee"
  4. "Raspberry Beret"
  5. "Condition of the Heart"
  6. "Strange Relationship"
10. "Let's Go Crazy"
11. "When Doves Cry"
12. "Purple Rain"
13. "1999"
14. "Alphabet St."

"Escape" et "Dance On" sont joués parfois. Quand le groupe était au complet on a souvent entendu "Do Me, Baby", "Holly Rock", "U Got the Look" et "Pop Life", tandis que "What I'd Say" (Ray Charles song), "Ballad of Dorothy Parker", "It's No Secret What God Can Do", "The Ladder", et "How Come U Don't Call Me Anymore?" sont souvent interprétés sous forme de Medley.

## Dates des concerts
(Source : Prince Tour Dates 2010)
Avant le début de la tournée, deux concerts ont été joués a Paisley Park le 5 avril et le 7 mai.
Le concert à Dortmund en Allemagne a été filmé et diffusé à la télévision européenne et est plus tard sorti en VHS.
| #        | Date              | Ville               | Pays       | Salle                             | Audience |
| -------- | ----------------- | ------------------- | ---------- | --------------------------------- | -------- |
| Europe   |                   |                     |            |                                   |          |
| 1        | 8 juillet 1988    | Paris               | France     | Palais omnisports de Paris-Bercy  | 16 000   |
| 2        | 9 juillet 1988    | Paris               | France     | Palais omnisports de Paris-Bercy  | 16 000   |
| 3        | 9 juillet 1988    | Paris               | France     | Les Bains Douches                 | 600      |
| 4        | 10 juillet 1988   | Paris               | France     | Palais omnisports de Paris-Bercy  | 16 000   |
| 5        | 12 juillet 1988   | Paris               | France     | Palais omnisports de Paris-Bercy  | 16 000   |
| 6        | 15 juillet 1988   | Milan               | Italie     | Palatrussardi                     | 8 500    |
| 7        | 16 juillet 1988   | Milan               | Italie     | Palatrussardi                     | 8 500    |
| 8        | 17 juillet 1988   | Milan               | Italie     | Palatrussardi                     | 8 500    |
| 9        | 19 juillet 1988   | Milan               | Italie     | Palatrussardi                     | 8 500    |
| 10       | 20 juillet 1988   | Milan               | Italie     | Palatrussardi                     | 8 500    |
| 11       | 23 juillet 1988   | Anvers              | Belgique   | Sportpaleis                       | 18 500   |
| 12       | 25 juillet 1988   | Londres             | Angleterre | Wembley Arena                     | 11 195   |
| 13       | 26 juillet 1988   | Londres             | Angleterre | Wembley Arena                     | 11 195   |
| 14       | 26 juillet 1988   | Londres             | Angleterre | Camden Palace                     | 2 400    |
| 15       | 28 juillet 1988   | Londres             | Angleterre | Wembley Arena                     | 11 195   |
| 16       | 29 juillet 1988   | Londres             | Angleterre | Wembley Arena                     | 11 195   |
| 17       | 1er août 1988     | Londres             | Angleterre | Wembley Arena                     | 11 195   |
| 18       | 2 août 1988       | Londres             | Angleterre | Wembley Arena                     | 11 195   |
| 19       | 3 août 1988       | Londres             | Angleterre | Wembley Arena                     | 11 195   |
| 20       | 5 août 1988       | Birmingham          | Angleterre | NEC                               | 13 000   |
| 21       | 6 août 1988       | Birmingham          | Angleterre | NEC                               | 13 000   |
| 22       | 10 août 1988      | Stockholm           | Suède      | Isstadion                         | 9 800    |
| 23       | 11 août 1988      | Stockholm           | Suède      | Isstadion                         | 9 800    |
| 24       | 14 août 1988      | Oslo                | Norvège    | Valle Hovin                       | 30 000   |
| 25       | 17 août 1988      | Rotterdam           | Pays-Bas   | Stadion Feijenoord                | 32 602   |
| 26       | 18 août 1988      | Rotterdam           | Pays-Bas   | Stadion Feijenoord                | 32 602   |
| 27       | 19 août 1988      | Rotterdam           | Pays-Bas   | Stadion Feijenoord                | 32 602   |
| 28       | 19 août 1988      | La Haye             | Pays-Bas   | Het Paard Van Der Troje           | 1 000    |
| 29       | 21 août 1988      | Copenhague          | Danemark   | Idraetsparken                     | 25 000   |
| 30       | 27 août 1988      | Francfort           | Allemagne  | Waldstadion                       | 35 000   |
| 31       | 30 août 1988      | Hambourg            | Allemagne  | Wilhelm Koch Stadion              | 20 000   |
| 32       | 31 août 1988      | Hambourg            | Allemagne  | Wilhelm Koch Stadion              | 20 000   |
| 33       | 31 août 1988      | Hambourg            | Allemagne  | Grösse Freiheit 36                | 20 000   |
| 34       | 3 septembre 1988  | Modène              | Italie     | Stadio Braglia                    | 15 000   |
| 35       | 8 septembre 1988  | Dortmund            | Allemagne  | Westfalenhallen                   | 14 000   |
| 36       | 9 septembre 1988  | Dortmund            | Allemagne  | Westfalenhallen                   | 14 000   |
| Amérique |                   |                     |            |                                   |          |
| 37       | 14 septembre 1988 | Minneapolis         | États-Unis | Met Center                        | 10 541   |
| 38       | 15 septembre 1988 | Minneapolis         | États-Unis | Met Center                        | 10 541   |
| 39       | 17 septembre 1988 | Chicago             | États-Unis | Rosemont Horizon                  | 13 138   |
| 40       | 18 septembre 1988 | Chicago             | États-Unis | Rosemont Horizon                  | 13 138   |
| 41       | 19 septembre 1988 | Chicago             | États-Unis | Rosemont Horizon                  | 13 138   |
| 42       | 22 septembre 1988 | Cincinnati          | États-Unis | Riverfront Coliseum               | 12 666   |
| 43       | 24 septembre 1988 | Charlotte           | États-Unis | Charlotte Coliseum                | 16 000   |
| 44       | 27 septembre 1988 | Charlotte           | États-Unis | Charlotte Coliseum                | 23 000   |
| 45       | 27 septembre 1988 | Richmond            | États-Unis | Richmond Coliseum                 | 8 870    |
| 46       | 30 septembre 1988 | Hartford            | États-Unis | Civic Center                      | 13 000   |
| 47       | 2 octobre 1988    | New York            | États-Unis | Madison Square Garden             | 19 220   |
| 48       | 3 octobre 1988    | New York            | États-Unis | Madison Square Garden             | 19 220   |
| 49       | 3 octobre 1988    | New York            | États-Unis | Roseland Ballroom                 | 3 000    |
| 50       | 5 octobre 1988    | Toronto             | Canada     | Maple Leaf Gardens                | 16 000   |
| 51       | 8 octobre 1988    | Hampton             | États-Unis | Hampton Coliseum                  | 9 900    |
| 52       | 10 octobre 1988   | Washington          | États-Unis | Capital Center                    | 12 601   |
| 53       | 11 octobre 1988   | Washington          | États-Unis | Capital Center                    | 12 601   |
| 54       | 13 octobre 1988   | Atlanta             | États-Unis | The Omni                          | 16 378   |
| 55       | 14 octobre 1988   | Atlanta             | États-Unis | The Omni                          | 16 378   |
| 56       | 16 octobre 1988   | Greensboro          | États-Unis | Greensboro Coliseum               | 9 869    |
| 57       | 18 octobre 1988   | Philadelphie        | États-Unis | The Spectrum                      | 17 352   |
| 58       | 20 octobre 1988   | Boston              | États-Unis | Worcester Centrum                 | 10 000   |
| 59       | 21 octobre 1988   | Boston              | États-Unis | Worcester Centrum                 | 10 000   |
| 60       | 21 octobre 1988   | Boston              | États-Unis | Citi Performing Arts Center       | 3 600    |
| 61       | 22 octobre 1988   | Boston              | États-Unis | Worcester Centrum                 | 10 000   |
| 62       | 24 octobre 1988   | Uniondale           | États-Unis | Nassau Veterans Memorial Coliseum | 17 000   |
| 63       | 28 octobre 1988   | Pittsburgh          | États-Unis | Pittsburgh Civic Arena            | 14 611   |
| 64       | 30 octobre 1988   | Détroit             | États-Unis | Joe Louis Arena                   | 21 800   |
| 65       | 31 octobre 1988   | Détroit             | États-Unis | Joe Louis Arena                   | 21 800   |
| 66       | 3 novembre 1988   | Denver              | États-Unis | McNichols Sports Arena            | 9 000    |
| 67       | 6 novembre 1988   | Los Angeles         | États-Unis | Memorial Sports Arena             | 16 100   |
| 68       | 7 novembre 1988   | Los Angeles         | États-Unis | Memorial Sports Arena             | 16 100   |
| 69       | 7 novembre 1988   | Reseda              | États-Unis | The Palace                        | 300      |
| 70       | 10 novembre 1988  | Oakland             | États-Unis | Oakland Coliseum                  | 13 443   |
| 71       | 11 novembre 1988  | Oakland             | États-Unis | Oakland Coliseum                  | 13 443   |
| 72       | 11 novembre 1988  | San Francisco       | États-Unis | Warfield Theater                  | 2 000    |
| 73       | 15 novembre 1988  | Seattle             | États-Unis | KeyArena at Seattle Center        | 12 362   |
| 74       | 17 novembre 1988  | Vancouver           | Canada     | Pacific Coliseum                  | 17 500   |
| 75       | 21 novembre 1988  | Ames                | États-Unis | Hilton Coliseum                   | 10 009   |
| 76       | 23 novembre 1988  | Memphis             | États-Unis | Mid-South Coliseum                | 10 085   |
| 77       | 25 novembre 1988  | La Nouvelle-Orléans | États-Unis | Keifer Arena                      | 10 000   |
| 78       | 27 novembre 1988  | Houston             | États-Unis | The Summit                        | 14 000   |
| 79       | 29 novembre 1988  | Dallas              | États-Unis | Reunion Arena                     | 19 100   |
| Japon    |                   |                     |            |                                   |          |
| 80       | 1er février 1989  | Sendai              | Japon      | Sendai-city Gymnasium             | 7 000    |
| 81       | 4 février 1989    | Tokyo               | Japon      | Tokyo Dome                        | 55 000   |
| 82       | 5 février 1989    | Tokyo               | Japon      | Tokyo Dome                        | 55 000   |
| 83       | 7 février 1989    | Nagoya              | Japon      | Rainbow Hall                      | 15 000   |
| 84       | 8 février 1989    | Nagoya              | Japon      | Rainbow Hall                      | 15 000   |
| 85       | 10 février 1989   | Fukuoka             | Japon      | Fukuoka Stadium                   | 35 000   |
| 86       | 12 février 1989   | Osaka               | Japon      | Osaka-jō Hall                     | 13 000   |
| 87       | 13 février 1989   | Osaka               | Japon      | Osaka-jō Hall                     | 13 000   |

## Sources et références
- http://www.princefams.com/page.php?id=7
- http://www.prince-live.com/konzert/konzert.php?tour_id=10&tour_name=Lovesexy%20-%20Tour%20%5B1988%2F89%5D
- http://sites.google.com/site/princetourhistory/Tours